# Cerimonial
El cerimonial o protocol és el conjunt de regles i formalitats fixades per als actes públics o solemnes, establertes per decret o per costum. És una manera d'ubicar-se segons la precedència, de comportar-se i d'actuar en una situació social, especialment en el camp de la diplomàcia.